# شریف کابون سوآن
شریف کابون سوآن (Shariff Kabunsuan) یکی از استان‌های کشور فیلیپین است. این استان بخشی از جزیرهٔ میندانائو به شمار می‌رود.
مرکز این استان شهر داتوئودین سینسوآت است. جمعیت آن حدود سیصد و شصت و پنج هزار نفر است .